# Delia trispinosa
Delia trispinosa este o specie de muște din genul Delia, familia Anthomyiidae. A fost descrisă pentru prima dată de Karl în anul 1937. Conform Catalogue of Life specia Delia trispinosa nu are subspecii cunoscute.